# Lettra
Lettra (eigene Schreibweise: lettra) war von November 2007 bis März 2008 ein deutscher Fernsehsender, der sich dem Lesen verschrieben hatte. Seit dem 25. Mai 2009 gibt es das daraus neu entstandene Web-TV-Portal lettra.tv.

## Geschichte
Sendestart war am 24. November 2007 um 19:00 Uhr über die Pay-TV-Plattformen Premiere Star und arenaSAT.
Kern des Programms bildete die zweistündige, werktäglich produzierte Sendung lettra! – Die Show, bei der aktuell erschienene Bücher, Zeitschriften und ausgewählte Gedichte präsentiert und Autoren interviewt wurden.
Es wurden vereinzelt auch Literaturverfilmungen und Cartoons ausgestrahlt; die Anzahl der Eigenproduktionen überwog jedoch. Populäre Sendungskonzepte wurden adaptiert und entsprechend angepasst. So existierte beispielsweise mit der Sendung Die Leseküche eine Kochshow, an der sich Autoren beteiligt hatten.
Um eine möglichst große Zuschauerzahl zu erreichen, waren etwa Kindersendungen und zugleich nächtliche Sendungen rund um erotische Literatur im Programm. Mit Formaten über das Thema Blogging und eigens veranstalteten Poetry Slams wurde zudem dem Zeitgeist Rechnung getragen.
Zum 18. März 2008 musste der Sender Insolvenz beantragen, da eigentlich zugesagte Mittel nicht ausgezahlt worden sind. Zum 1. April wurde der Sendebetrieb trotz bisheriger Dementi seitens der Sendeleitung eingestellt. Eine Sanierung schließe der Insolvenzverwalter aus, so dass eine Rückkehr des Senders auszuschließen ist.
Am 25. Mai 2009 startete der Relaunch des ehemaligen TV-Senders, nun als Bücherportal mit Web-TV. lettra soll zu einer „multimedialen Erlebniswelt“ mit aktuellen Informationen zu Neuerscheinungen, Infotainment-Videos und interaktiver Userkommunikation ausgebaut werden. Dazu sollen die audio-visuellen Kompetenzen des ehemaligen PAY-TV-Senders mit der journalistischen Erfahrung des Online-Literaturportals Seite-4.com vereint werden.
Im Web-TV will lettra neue Akzente für die Bücherwelt setzen. Autoren, Wortkünstler, Verleger, Prominente und Leser werden vor die Kamera geholt. Darüber hinaus informiert lettra jede Woche in einem Newsletter über das Geschehen in der Bücherwelt.
Die lettra Redaktion ist in Berlin und besteht aus vier Redakteuren für Videos, Text und Bild.
Eigentümer von lettra ist die Book Tune AG, die das Portal inhaltlich und technisch betreibt.
Die Vermarktung erfolgt durch die Media Tune AG, Zürich.

## Moderatoren
Unter anderem waren bei Lettra als Moderatoren tätig:
- Michel Abdollahi
- Bärbel Schäfer
- Michel Friedman
- Nilz Bokelberg
- Roman Libbertz
- Dirk Finger
- Marco Ammer
- Kristina Tschesch
- Katharina Ingwersen
- Frauke Schlieckau
- Justus Peter